# Maciej Berbeka
Maciej Berbeka (ur. 17 października 1954 w Zakopanem, zaginął 6 marca 2013 na stokach Broad Peak w Karakorum) – polski himalaista, zdobywca 5 ośmiotysięczników, artysta malarz, grafik i scenograf.

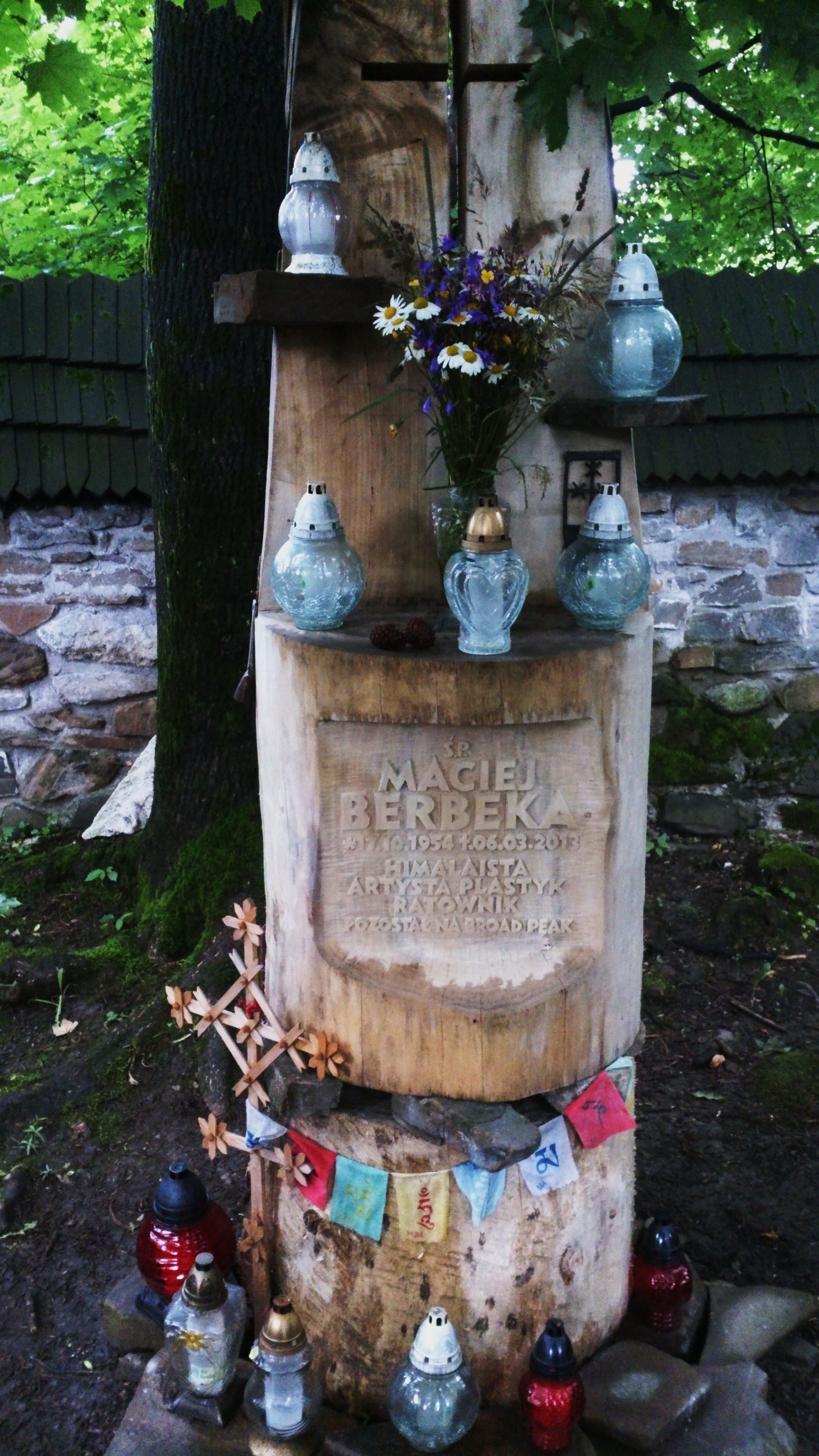
Symboliczna mogiła Macieja Berbeki na Pęksowym Brzyzku w Zakopanem

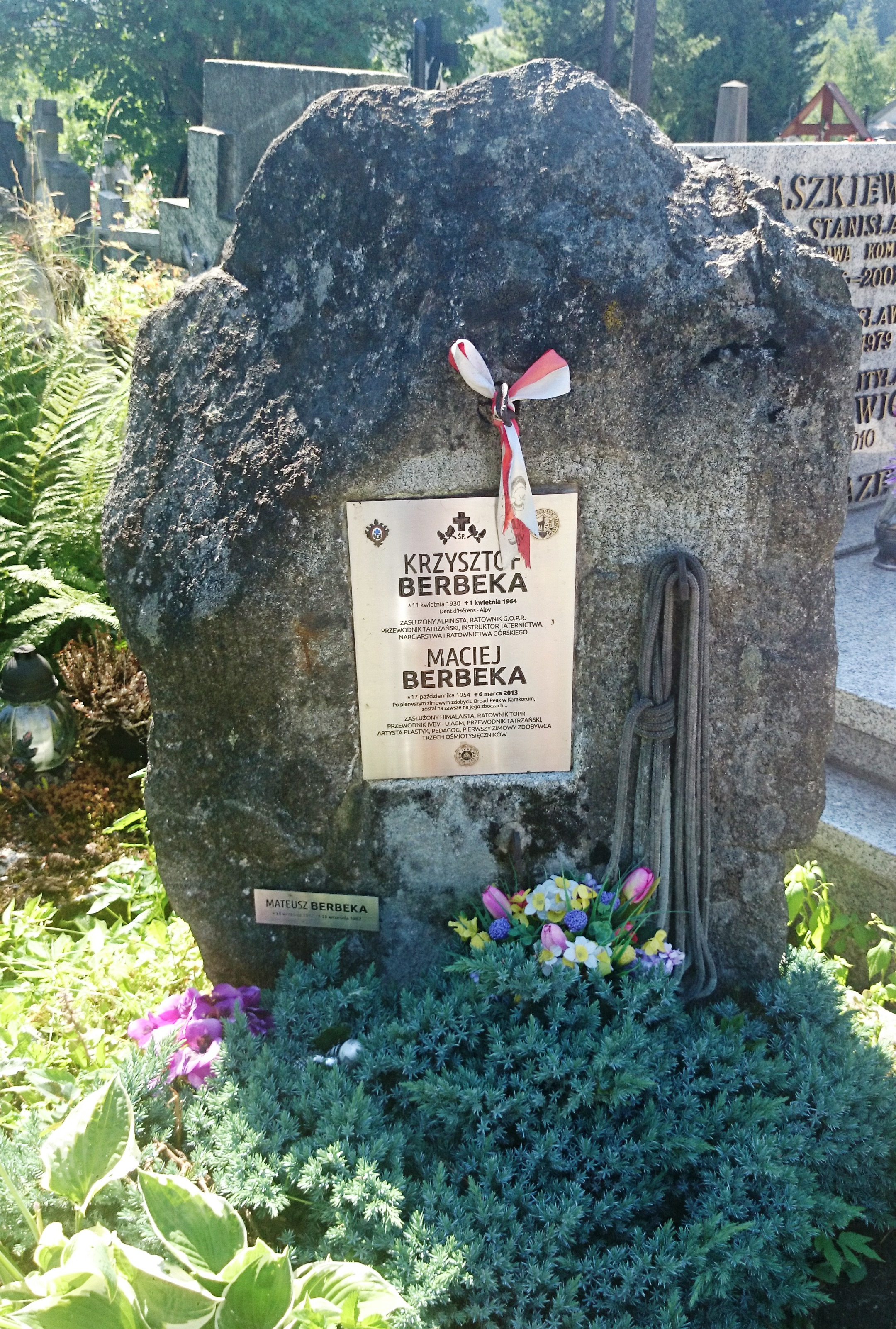
Tablica poświęcona Maciejowi Berbece na grobie jego ojca, Krzysztofa, na Nowym Cmentarzu w Zakopanem

## Życiorys
Absolwent Państwowego Liceum Technik Plastycznych im. A. Kenara w Zakopanem oraz Wydziału Wzornictwa Przemysłowego Akademii Sztuk Pięknych im. Jana Matejki w Krakowie. Artysta malarz, grafik i scenograf Teatru im. S. I. Witkacego w Zakopanem.
Ratownik TOPR (od 1979), przewodnik UIAGM, nauczyciel PLTP im. A. Kenara w Zakopanem. Członek (w l. 1982–1986 prezes) Klubu Wysokogórskiego Zakopane.
Dokonał pierwszych zimowych wejść na Manaslu (1984, razem z Ryszardem Gajewskim), Czo Oju (1985, razem z Maciejem Pawlikowskim, nową drogą) oraz Broad Peak (5 marca 2013 r.) z Adamem Bieleckim, Tomaszem Kowalskim oraz Arturem Małkiem. Wcześniej był blisko pierwszego zimowego wejścia na Broad Peak w stylu alpejskim z Aleksandrem Lwowem podczas zimowej polskiej wyprawy na K2 w 1988 – dotarł wtedy do przedwierzchołka Rocky Summit (8028 m n.p.m.) niższego od głównego o około 20 metrów, lecz oddalonego o godzinę drogi eksponowaną granią. Tym samym został pierwszym człowiekiem, który zimą przekroczył 8000 m n.p.m. w Karakorum. 
Zdobył Annapurnę nową drogą – południową ścianą. Był kierownikiem wypraw zimowych na Manaslu i trzech na Nanga Parbat. W 1993 zdobył Mount Everest od strony chińskiej.

## Zaginięcie
5 marca 2013 podczas zejścia po zdobyciu Broad Peak Maciej Berbeka i Tomasz Kowalski nie zdołali powrócić na noc do obozu, co zmusiło ich do biwakowania w ekstremalnych warunkach. Kowalski biwakował na grani na wysokości około 7960 m n.p.m., a Berbeka najprawdopodobniej na przełęczy na 7900 m n.p.m. W przeciwieństwie do Tomasza Kowalskiego, Berbeka był widziany następnego dnia rano na ścianie pod przełęczą, która prowadziła do obozu szturmowego. Pakistańczyk poszukujący zaginionych, tragarz wysokościowy Karim, nie trafił na żaden ślad Macieja Berbeki. 8 marca 2013 roku kierujący wyprawą Krzysztof Wielicki poinformował, że uznaje ich za zmarłych. W lipcu 2013 na grani na wysokości około 7960 m n.p.m. odnaleziono ciało Tomasza Kowalskiego i pochowano go około 100 m niżej. Ciała Macieja Berbeki nie odnaleziono. Wyprawę poszukiwawczą zorganizował brat Macieja Berbeki – Jacek.

## Upamiętnienie
W marcu 2013 w Galerii Strug w Zespole Szkół Plastycznych im. Antoniego Kenara w Zakopanem, odbyła się premiera spektaklu zakopiańskiej Sceny A2 – „Ulice Jerozolimy” autorstwa Piotra Biesa, poświęconego himalaiście.
28 maja 2014 w Warszawie odbyła się aukcja charytatywna, której celem jest materialne wsparcie rodziny himalaisty (Aukcja Charytatywna in Memoriam Maćka Berbeki).
W Zakopanem odbywa się coroczny Festiwal Inspirowane Górami im. Macieja Berbeki.
W Zespole Szkół Plastycznych im. Antoniego Kenara przyznawana jest dla absolwenta z najlepszym dyplomem w roku szkolnym, Nagroda im. Macieja Berbeki.
Wdowa Ewa Dyakowska-Berbeka, o swoim życiu opowiedziała Beacie Sabale-Zielińskiej w książce Jak wysoko sięga miłość? Życie po Broad Peak (Warszawa, 2016).
6 marca 2018 odbyła się premiera filmu dokumentalnego o himalaiście „Dreamland” syna Staszka Berbeki, która miała miejsce w Teatrze Witkacego w ramach 7. Festiwalu Inspirowane Górami im. Macieja Berbeki.
W 2022 roku w filmie Broad Peak w rolę Berbeki wcielił się Ireneusz Czop.
25 listopada 2020 ukazała się biografia Macieja Berbeki autorstwa Dariusza Kortko i Jerzego Porębskiego – Berbeka. Życie w cieniu Broad Peaku.

## Odznaczenie
25 kwietnia 2015 prezydent RP Bronisław Komorowski odznaczył Macieja Berbekę pośmiertnie Krzyżem Kawalerskim Orderu Odrodzenia Polski „za wybitne zasługi dla rozwoju sportów wysokogórskich, za promowanie imienia Polski w świecie”.

## Życie prywatne
Syn Krzysztofa Berbeki (1930–1964), brat Jacka Berbeki (ur. 1959). Żona – Ewa Dyakowska-Berbeka (1957–2018), artystka malarka, graficzka i scenografka Teatru im. S.I. Witkacego w Zakopanem. Mieli czterech synów. Wujek – Arkadiusz Waloch (1932), malarz, pedagog Państwowego Liceum Sztuk Plastycznych w Zakopanem.

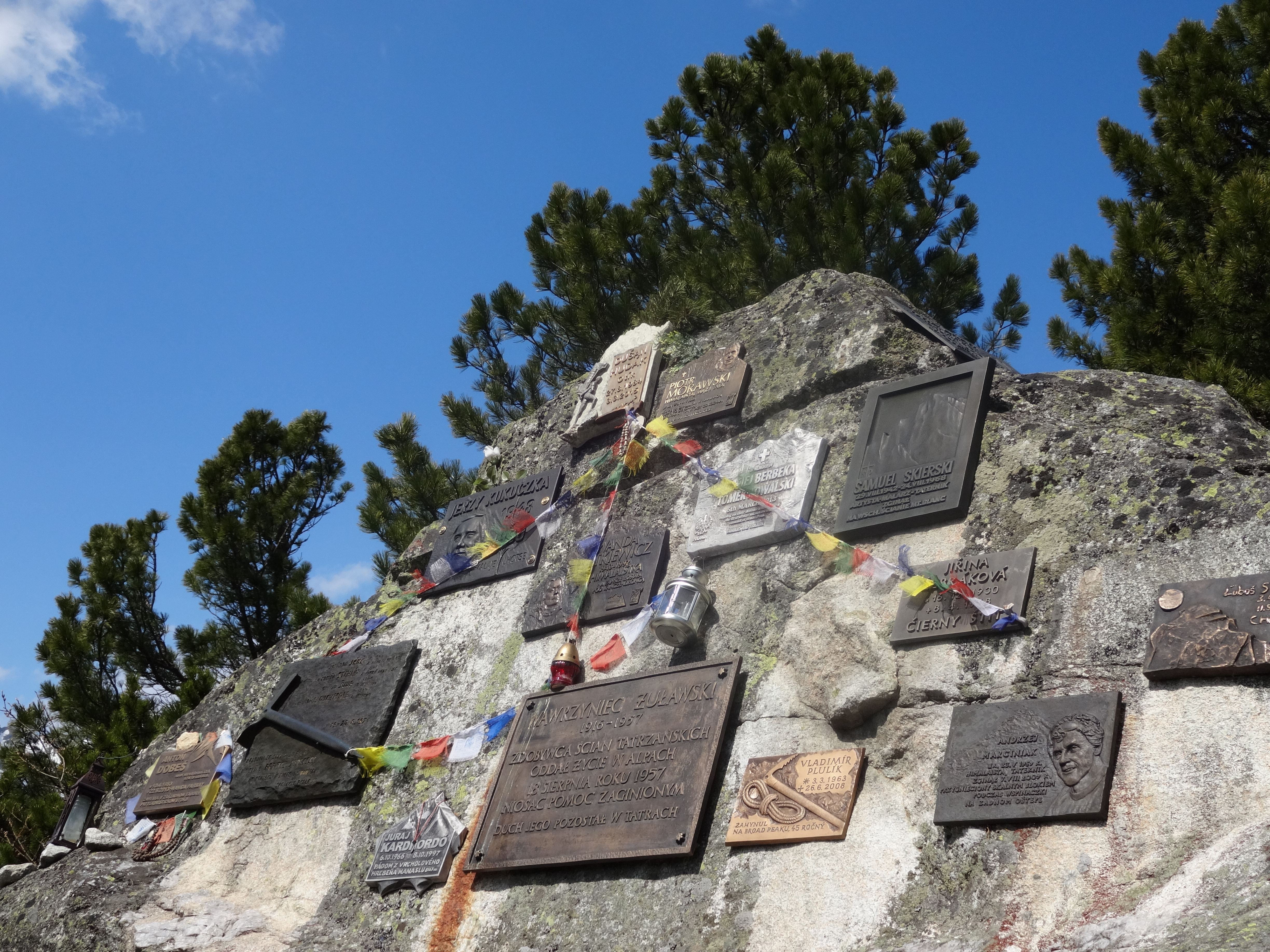
Tablice poświęcone osobom zmarłym
w górach na Tatrzańskim Cmentarzu Symbolicznym. Jasna tablica w środkowej części jest poświęcona Maciejowi Berbece i Tomkowi Kowalskiemu